# Чагрино
Чагрино — деревня в Грязовецком районе Вологодской области.
Входит в состав Комьянского муниципального образования, с точки зрения административно-территориального деления — в Комьянский сельсовет.
Расстояние по автодороге до районного центра Грязовца — 22,9 км, до центра муниципального образования Хорошево — 3,5 км.
По переписи 2002 года население — 1 человек.